# Norbert Beuls

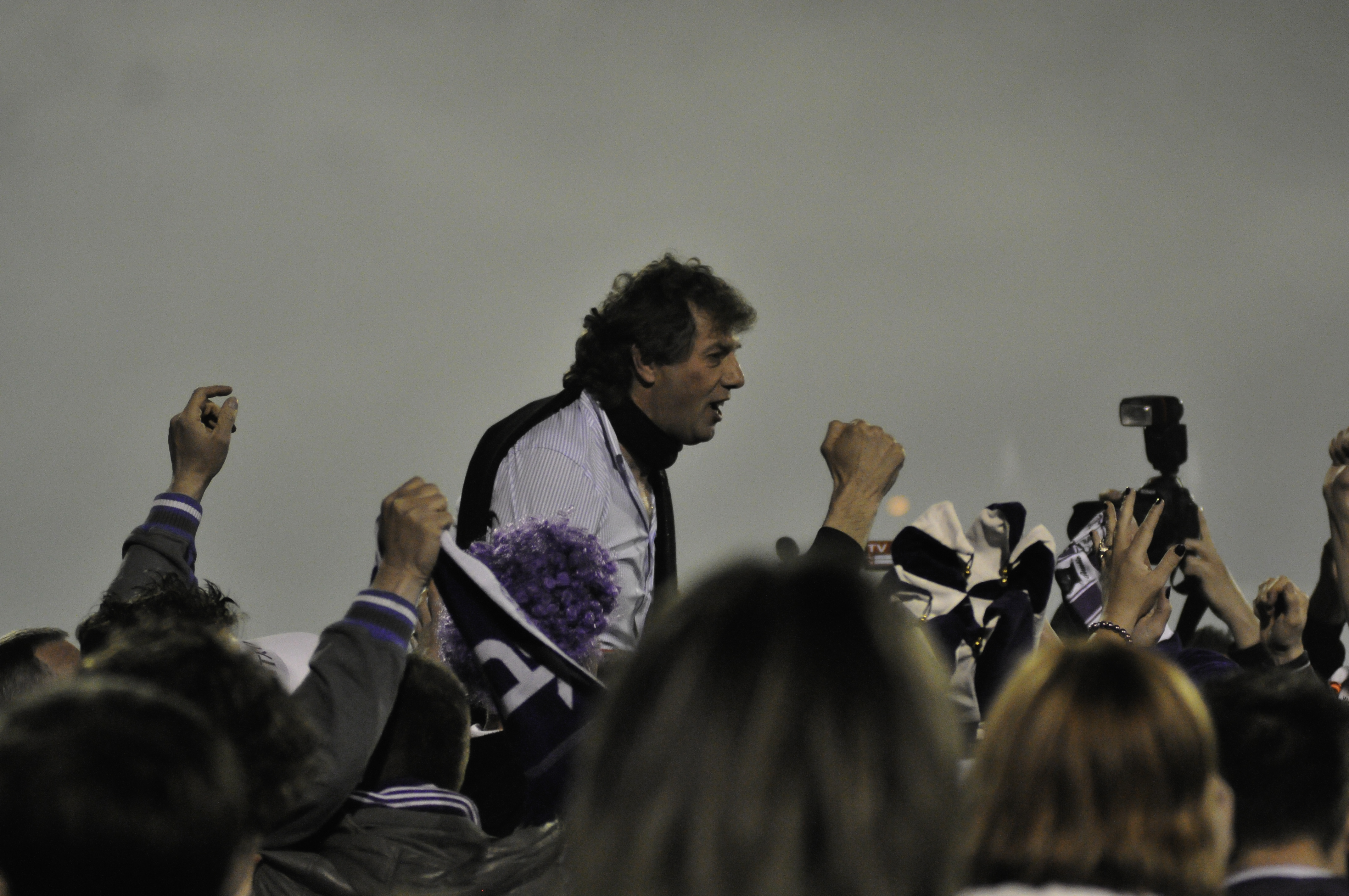
Norbert Beuls na het behalen van de titel op 10 april 2011 met Patro Eisden Maasmechelen

Norbert Beuls (Kleine-Spouwen, 13 januari 1957 – 19 februari 2014) was een Belgisch voetballer. De verdediger was na zijn actieve carrière werkzaam als trainer.

## Spelerscarrière
- 1968-1977: Rapid Spouwen
- 1977-1985: KSK Tongeren
- 1984-1985: Antwerp FC (uitgeleend)
- 1985-1990: Sporting Charleroi
- 1990-1994: RC Genk

## Trainerscarrière
- 01/1994 - 05/1994: RC Genk (samen met Pierre Denier)
- 01/2006 - 05/2010: Spouwen-Mopertingen
- 2010 - 2012 Patro Eisden Maasmechelen
- 2013 - 02/2014 Spouwen-Mopertingen